# Setkání s hvězdou: Jana Hlaváčová
Setkání s hvězdou: Jana Hlaváčová je povídkový film režiséra Jiřího Stracha z roku 2011. Film patří do cyklu hereckých beneficí Setkání s hvězdou. Pro tento film si Česká televize vybrala herečku Janu Hlaváčovou.

## Děj
Film je rozdělen na tři povídky – Nenávist, Podvodnice a Student.
- Nenávist je drama starší ženy z vesnice ze současnosti, která kvůli lhostejnosti mladých lidí přišla o manžela.
- Podvodnice je milostný příběh starší kriminálnice, která dokázala využít štěstí, které jí přihrál osud.
- Student je komedie o starší učitelce hudby, která kvůli štěstí své dcery sama sebe zapře.

## Obsazení

### PovídkaNenávist
| Jana Hlaváčová     | Lída Cihlářová                             |
| Vladimír Brabec    | Jan Cihlář                                 |
| Martin Donutil     | Marek Drozd                                |
| Filip Cíl          | Pepa                                       |
| David Švehlík      | Michal Cihlář, syn Lídy a Jana Cihlářových |
| Lenka Krobotová    | snacha Petra Cihlářová                     |
| Taťjana Medvecká   | Jaroslava Drozdová                         |
| Oldřich Navrátil   | František Drozd                            |
| Romuald Štěpán Rob | farář                                      |
| Tomáš Kuchta       | hasič                                      |
| Tomáš Masopust     | 1. policista                               |
| Lukáš Janků        | 2. policista                               |
| Natálie Urválková  | 1. dívka z party                           |
| Zuzana Hunalová    | 2. dívka z party                           |
| Veronika Nouzová   | 3. dívka z party                           |
| Filipína Taübelová | 4. dívka z party                           |
| Aleš Bílík         | 1. kluk z party                            |
| Filip Müller       | 2. kluk z party                            |
| Jiří Roskot        | 3. kluk z party                            |
| Tomáš Kyselka      | 4. kluk z party                            |

### PovídkaPodvodnice
| Jana Hlaváčová   | Karla Horáčková |
| Luděk Munzar     | Jiří Nekolný    |
| Zdeněk Hess      | Winkler         |
| Dana Hlaváčová   | Prášková        |
| Oldřich Vlach    | Prášek          |
| David Prachař    | Martin          |
| Jana Preissová   | Anča            |
| Ladislav Trojan  | Jarda           |
| Jaromír Dulava   | manažer         |
| Václav Dušek     | farář           |
| Robert Jašków    | velitel         |
| Alice Šnirychová | ženština        |
| Aleš Háma        | 1. číšník       |
| Václav Šanda     | 2. číšník       |

### PovídkaStudent
| Jana Hlaváčová   | Marie Pravenská        |
| Josef Abrhám     | Milan Havránek         |
| Jana Pidrmanová  | Tereza Jandová         |
| Daniel Fiedler   | instrumentální sólista |
| Vladimír Klánský | instrumentální sólista |
| Matěj Hádek      | zvukař                 |
| Daniela Smutná   | vokální sólista        |
| Pavel Šporcl     | virtuos                |